# USS Eberle (DD-430)
USS Eberle (DD-430) là một tàu khu trục lớp Gleaves được Hải quân Hoa Kỳ chế tạo trong Chiến tranh Thế giới thứ hai. Nó đã tham gia suốt Thế Chiến II, sống sót qua cuộc xung đột, ngừng hoạt động năm 1946; rồi được chuyển giao cho Hy Lạp như là chiếc Niki vào năm 1951 và tiếp tục phục vụ cùng Hải quân Hy Lạp trước khi bị tháo dỡ năm 1972. Nó là chiếc tàu chiến đầu tiên của Hải quân Hoa Kỳ được đặt theo tên Chuẩn đô đốc Edward Walter Eberle (1864-1929), người tham gia cuộc Chiến tranh Tây Ban Nha-Hoa Kỳ và Chiến tranh Thế giới thứ nhất.

## Thiết kế và chế tạo
Eberle được chế tạo tại xưởng tàu của hãng Bath Iron Works Corp. ở Bath, Maine. Nó được đặt lườn vào ngày 12 tháng 4 năm 1939; được hạ thủy vào ngày 14 tháng 9 năm 1940, và được đỡ đầu bởi cô Mildred Eberle, cháu nội đô đốc Eberle. Con tàu được cho nhập biên chế cùng Hải quân Hoa Kỳ vào ngày 4 tháng 12 năm 1940 dưới quyền chỉ huy của Thiếu tá Hải quân E. R. Gardner, Jr..

## Lịch sử hoạt động
Sau khi huấn luyện tại vùng biển Caribe và dọc theo vùng bờ Đông, Eberle được phân công nhiệm vụ tuần tra ngoài khơi Bermuda cho đến cuối tháng 8 năm 1941, khi nó bắt đầu hộ tống các đoàn tàu vận tải đi Newfoundland, Iceland và các căn cứ phía cực Bắc khác, bảo vệ cho chặng phía Tây của tuyến đường tiếp liệu vượt Đại Tây Dương mang tính sống còn đối với Anh Quốc trước và sau khi Hoa Kỳ tham gia Chiến tranh Thế giới thứ hai. Trong một lần nó đã đi đến tận Scotland. Quay trở về Norfolk, Virginia vào ngày 23 tháng 8 năm 1942, nó lại lên đường hai ngày sau đó hộ tống các tàu chở dầu đi từ Galveston đến Cristóbal và một đoàn tàu khác đi từ Trinidad đến Belém, và quay trở về Norfolk vào ngày 8 tháng 10.
Eberle khởi hành từ vào ngày Norfolk 25 tháng 10 để tham gia Chiến dịch Torch, cuộc đổ bộ lực lượng Đồng Minh lên Bắc Phi, và đã bắn phá cùng hỗ trợ hỏa lực cho cuộc đổ bộ lên Mehedia, Maroc vào ngày 8 tháng 11. Quay trở về Norfolk vào ngày 27 tháng 11, nó lại khởi hành vào ngày 26 tháng 12 cho nhiệm vụ tuần tra tại Nam Đại Tây Dương, đặt căn cứ tại Recife, Brazil. Vào ngày 10 tháng 3 năm 1943, nó chặn bắt chiếc tàu vượt phong tỏa Đức Karin. Trong khi một đội đổ bộ đang lục soát con tàu Đức, chất nổ cài đặt trên tàu phát nổ làm thiệt mạng phân nửa trong số 14 thành viên đội đổ bộ. Những người sống sót tiếp tục nỗ lực anh dũng để cứu Karin và thu thập tài liệu, cho đến khi đám cháy và các vụ nổ tiếp theo buộc họ phải bỏ tàu. Họ cùng với 72 tù binh được vớt khỏi mặt nước.
Sau khi được đại tu tại Xưởng hải quân Charleston, Eberle quay trở lại nhiệm vụ hộ tống vận tải, thực hiện năm chuyến đi đến các cảng Bắc Phi từ ngày 13 tháng 4 năm 1943 đến ngày 31 tháng 1 năm 1944. Nó quay trở lại Oran vào ngày 22 tháng 2, và sau các cuộc thực tập đổ bộ đã đi đến Naples, Ý vào ngày 11 tháng 3, căn cứ để hoạt động tuần tra và bắn phá cho đến tháng 5. Vào ngày 20 tháng 4, nó ngăn chặn một cuộc tấn công của các tàu phóng lôi E-boat Đức vào các tàu vận tải đang thả neo, đánh chìm một chiếc và gây hư hại nặng cho ba chiếc khác đến mức chúng bị mắc cạn sau đó. Nó tiếp tục nhiệm vụ tuần tra và hộ tống tại Địa Trung Hải, trước khi khởi hành từ Malta vào ngày 13 tháng 8 để tham gia Chiến dịch Dragoon, cuộc đổ bộ lên miền Nam nước Pháp vào ngày 15 tháng 8. Vào ngày 21 tháng 8, nó bắn phá Île de Porquerolles cho đến khi binh lính đồn trú tại đây đầu hàng; một lực lượng đổ bộ đã bắt giữ 58 tù binh khi các xuồng của chúng bị chiếc tàu khu trục phá hủy, và có thêm 14 binh lính Đức đầu hàng vào ngày hôm sau.
Eberle quay trở về New York vào ngày 6 tháng 11, hộ tống thêm hai chuyến vận tải khác sang Oran cho đến tháng 4 năm 1945. Sau khi được đại tu và huấn luyện, nó rời New York vào ngày 8 tháng 6 để đi sang khu vực Thái Bình Dương, đi đến Trân Châu Cảng vào ngày 20 tháng 7 để tham gia cùng tàu sân bay Antietam, làm nhiệm vụ canh phòng máy bay. Nó lên đường vào ngày 1 tháng 11 để đi đến vùng biển Alaska, ghé qua Petropavlovsk tại Kamchatka thuộc Liên Xô từ ngày 1 đến ngày 5 tháng 12, trước khi quay trở về Trân Châu Cảng vào ngày 15 tháng 12.
Eberle rời Trân Châu Cảng vào ngày 6 tháng 1 năm 1946, đi đến Charleston, South Carolina vào ngày 8 tháng 2. Nó được cho xuất biên chế và đưa về lực lượng dự bị vào ngày 3 tháng 6 năm 1946. Đến ngày 12 tháng 8, nó được phân về Chương trình Huấn luyện Hải quân Dự bị của Quân khu Hải quân 3; và sau khi được kéo đến New York vào tháng 9, nó đi vào phục vụ từ ngày 13 tháng 1 năm 1947 các chuyến đi huấn luyện Hải quân Dự bị đến Canada, vùng biển Caribe và Bermuda. Trong giai đoạn này nó được biên chế dự bị từ ngày 19 tháng 5 năm 1950 và biên chế đầy đủ từ ngày 21 tháng 11. Nó đi đến Boston, Massachusetts vào ngày 21 tháng 1 năm 1951, lại được xuất biên chế vào ngày hôm sau và được chuyển cho Hy Lạp trong khuôn khổ Chương trình Hỗ trợ Phòng thủ tương hỗ.
Con tàu tiếp tục phục vụ cùng Hải quân Hy Lạp như là chiếc Niki cho đến khi rút đăng bạ và bị tháo dỡ vào năm 1972.

## Phần thưởng
Eberle được tặng thưởng ba Ngôi sao Chiến trận do thành tích phục vụ trong Thế Chiến II.